# Funes (Hiszpania)
Funes – gmina w Hiszpanii, w Nawarze, o powierzchni 52,97 km². W 2011 roku gmina liczyła 2525 mieszkańców.